# والي ياماغوتشي
والي ياماغوتشي (باليابانية: ウォーリー山口)‏ (5 مايو 1958 في ميناتو، طوكيو - 10 مارس 2019 ) حكم من اليابان.

## روابط خارجية
- والي ياماغوتشي على موقع IMDb (الإنجليزية)